# Marcgravia flagellaris
Marcgravia flagellaris là một loài thực vật có hoa trong họ Marcgraviaceae. Loài này được (Poepp. ex Wittm.) Poepp. ex Gilg & Werderm. mô tả khoa học đầu tiên năm 1925.